# 巴尼特鎮區 (伊利諾伊州德威特縣)
巴尼特鎮區（英語：Barnett Township）是位於美國伊利諾伊州德威特縣的一個行政鎮區。

## 地方資料
根據2010年美國人口普查的數據，巴尼特鎮區的面積為97.00平方千米，當中陸地面積為96.80平方千米，而水域面積為0.20平方千米。當地共有人口406人，而人口密度為每平方千米4.19人。